# Hypotrachyna showmanii
Hypotrachyna showmanii är en lavart som beskrevs av Hale. Hypotrachyna showmanii ingår i släktet Hypotrachyna och familjen Parmeliaceae.   Inga underarter finns listade i Catalogue of Life.